# Madracis formosa
Madracis formosa är en korallart som beskrevs av Wells 1973. Madracis formosa ingår i släktet Madracis och familjen Pocilloporidae. IUCN kategoriserar arten globalt som livskraftig. Inga underarter finns listade i Catalogue of Life.